# Berevoiești (gmina)
Berevoiești – gmina w Rumunii, w okręgu Ardżesz. Obejmuje miejscowości Berevoești, Bratia, Gămăcești i Oțelu. W 2011 roku liczyła 3372 mieszkańców.